# Dyskografia Krystiana Ochmana
Dyskografia polskiego piosenkarza Krystiana Ochmana składa się z trzech albumów studyjnych, jednego minialbumu, dwudziestu jeden singli (w tym dwa z gościnnym udziałem), dwóch singli promocyjnych oraz czternastu teledysków (w tym jeden z gościnnym udziałem).

## Albumy studyjne
| Rok  | Dane dot. albumu | Najwyższa pozycja na liście | Certyfikat         | Sprzedaż       |
| Rok  | Dane dot. albumu | POL                         | Certyfikat         | Sprzedaż       |
| ---- | --- | --------------------------- | ------------------ | -------------- |
| 2021 | Ochman - Wydany: 19 listopada 2021 - Wytwórnia: Universal Music Polska - Format: CD, digital download, streaming, winyl | 5                           | - POL: złota płyta | - POL: 15 000+ |
| 2023 | Testament - Wydany: 17 listopada 2023 - Wytwórnia: Universal Music Polska - Format: CD, digital download, streaming     | 14                          |                    |                |
| 2024 | Klasycznie - Wydany: 22 listopada 2024 - Wytwórnia: Universal Music Polska - Format: CD, digital download, streaming    | 8                           |                    |                |

## Kompilacje
| Trap/Urban |
| --- |
| 1. „Światłocienie” – 2:48 2. „Wielkie tytuły” – 3:14 3. „Gdzie iść?” – 2:29 4. „Ja to znam” – 2:41 5. „Ten sam ja” – 2:35 6. „Cry for You” – 3:29 7. „8ball” – 2:59 8. „Testament” – 2:53 9. „Bittersweet” – 3:10 10. „Ona widzi nas” – 2:43 11. „Szkoda mi jej” – 3:08 12. „Overthinking” – 2:27 13. „Rats” – 2:41 |

| Klasyka/Pop |
| --- |
| 1. „River” – 3:00 2. „Prometeusz” – 2:29 3. „Bronia” – 3:31 4. „Złodzieje wyobraźni” – 3:15 5. „Rozmyty obraz” – 2:45 6. „Pewnego dnia” – 2:52 7. „Storyline” – 2:29 8. „Telefony” – 3:10 9. „Sexy Lady” – 3:58 10. „Mamo” – 2:49 11. „Your Own Kind” – 3:10 12. „Nie chcę już czekać” – 3:23 13. „The Wind” – 3:27 |

## Minialbumy
| Rok                                                                                             | Dane dot. albumu |
| ----------------------------------------------------------------------------------------------- | --- |
| 2022                                                                                            | \| Ochman \| \| ----------------------------------------------------------------------------------------------- \| \| 1. „River” – 3:00 2. „Storyline” – 2:29 3. „Overthinking” – 2:27 4. „Lights in the Dark” – 2:46 \| - Wydany: 12 maja 2022 - Wytwórnia: Universal Music Polska - Format: digital download, streaming |
| Ochman                                                                                          | |
| 1. „River” – 3:00 2. „Storyline” – 2:29 3. „Overthinking” – 2:27 4. „Lights in the Dark” – 2:46 | |

## Single
| Rok | Tytuł                                       | Najwyższe pozycje na listach | Najwyższe pozycje na listach | Najwyższe pozycje na listach | Najwyższe pozycje na listach | Najwyższe pozycje na listach | Najwyższe pozycje na listach | Najwyższe pozycje na listach | Certyfikat             | Sprzedaż       | Album               |
| Rok | Tytuł                                       | POL (airplay)                | POL (airplay nowości)        | ISL                          | LTU                          | NLD                          | SWE                          | UK Down.                     | Certyfikat             | Sprzedaż       | Album               |
| --- | ------------------------------------------- | ---------------------------- | ---------------------------- | ---------------------------- | ---------------------------- | ---------------------------- | ---------------------------- | ---------------------------- | ---------------------- | -------------- | ------------------- |
| 2020 | „Światłocienie”                             | –                            | –                            | –                            | –                            | –                            | –                            | –                            | - POL: złota płyta     | - POL: 10 000+ | Ochman (+ reedycja) |
| 2021 | „Wielkie tytuły”                            | –                            | –                            | –                            | –                            | –                            | –                            | –                            |                        |                | Ochman (+ reedycja) |
| 2021 | „Wspomienie”                                | –                            | –                            | –                            | –                            | –                            | –                            | –                            |                        |                | Ochman (+ reedycja) |
| 2021 | „Prometeusz”                                | –                            | –                            | –                            | –                            | –                            | –                            | –                            |                        |                | Ochman (+ reedycja) |
| 2021 | „Ten sam ja”                                | –                            | –                            | –                            | –                            | –                            | –                            | –                            |                        |                | Ochman (+ reedycja) |
| 2021 | „Złodzieje wyobraźni”                       | –                            | –                            | –                            | –                            | –                            | –                            | –                            |                        |                | Ochman (+ reedycja) |
| 2022 | „River”                                     | 12                           | 2                            | 24                           | 34                           | –                            | 88                           | 42                           | - POL: platynowa płyta | - POL: 50 000+ | Ochman (+ reedycja) |
| 2022 | „Bittersweet” (gościnnie: Opał)             | –                            | –                            | –                            | –                            | –                            | –                            | –                            |                        |                | Testament           |
| 2023 | „Cry for You” (gościnnie: Kalush Orchestra) | –                            | X                            | –                            | –                            | –                            | –                            | –                            |                        |                | Testament           |
| 2023 | „Bronia” (oraz Jerry Heil)                  | –                            | X                            | –                            | –                            | –                            | –                            | –                            |                        |                | Testament           |
| 2023 | „8ball”                                     | –                            | X                            | –                            | –                            | –                            | –                            | –                            |                        |                | Testament           |
| 2023 | „Rozmyty obraz”                             | –                            | X                            | –                            | –                            | –                            | –                            | –                            |                        |                | Testament           |
| 2023 | „Ona widzi nas”                             | –                            | X                            | –                            | –                            | –                            | –                            | –                            |                        |                | Testament           |
| 2023 | „Telefony”                                  | –                            | X                            | –                            | –                            | –                            | –                            | –                            |                        |                | Testament           |
| 2023 | „Testament”                                 | –                            | X                            | –                            | –                            | –                            | –                            | –                            |                        |                | Testament           |
| 2024 | „Mamo”                                      | –                            | X                            | –                            | –                            | –                            | –                            | –                            |                        |                | Klasycznie          |
| 2024 | „Siłacz”                                    | –                            | X                            | –                            | –                            | –                            | –                            | –                            |                        |                | Klasycznie          |
| 2024 | „Nie ma szans”                              | –                            | X                            | –                            | –                            | –                            | –                            | –                            |                        |                | Klasycznie          |
| 2024 | „Gdy nikt nie widzi”                        | –                            | X                            | –                            | –                            | –                            | –                            | –                            |                        |                | Klasycznie          |
| „–” oznacza, że singel nie był notowany na danej liście. „X” oznacza, że lista nie istniała w danym okresie. |                                             |                              |                              |                              |                              |                              |                              |                              |                        |                |                     |

### Z gościnnym udziałem
| Rok  | Tytuł                                             | Album      |
| ---- | ------------------------------------------------- | ---------- |
| 2023 | „Energia” (Opał, gościnnie: Ochman)               | Przestrzeń |
| 2023 | „Bestseller” (Wszystko dobrze, gościnnie: Ochman) | –          |

### Single promocyjne
| Rok  | Tytuł                | Album  |
| ---- | -------------------- | ------ |
| 2021 | „Lights in the Dark” | Ochman |
| 2021 | „Christmas Vibes”    | –      |

### Inne
| Rok  | Tytuł             | Uwagi                               | Źródło |
| ---- | ----------------- | ----------------------------------- | ------ |
| 2023 | Opał – Przestrzeń | gościnnie śpiew w utworze „Energia” | [ 15 ] |

## Teledyski
| Rok       | Tytuł                 | Reżyseria                   | Źródło |
| --------- | --------------------- | --------------------------- | ------ |
| 2020      | „Światłocienie”       | Diego Zayara                | [ 16 ] |
| 2021      | „Wielkie tytuły”      | Bartosz Mieloch             | [ 17 ] |
| 2021      | „Wspomnienie”         | Monika Kołdacha             | [ 18 ] |
| 2021      | „Prometeusz”          | Bartosz Mieloch             | [ 19 ] |
| 2021      | „Ten sam ja”          | –                           | [ 20 ] |
| 2021      | „Złodzieje wyobraźni” | Wow Pictures                | [ 21 ] |
| 2022      | „River”               | Dawid Ziemba                | [ 22 ] |
| 2022      | „Bittersweet”         | Adrian Kawa                 | [ 23 ] |
| 2023      | „Bronia”              | Andrii Melnychuk            | [ 24 ] |
| 2023      | „8ball”               | Adrian Kawa                 | [ 25 ] |
| 2023      | „Rozmyty obraz”       | Szymon Plewiński            | [ 26 ] |
| 2023      | „Telefony”            | Adrian Kawa                 | [ 27 ] |
| 2023      | „Testament”           | Adrian Kawa                 | [ 28 ] |
| Gościnnie |                       |                             |        |
| 2023      | „Energia”             | Adrian Kawa i Łukasz Opiłka | [ 29 ] |